# Yamamoto Tsunetomo
En aquest nom japonès, el cognom és Yamamoto.
Yamamoto Tsunemoto (1659-1719) va ser un samurai vassall del clan Nabeshima (senyors de la província de Hizen). Va dedicar la seva vida adulta al servei del seu mestre Shogun, el senyor Mitsushige Nabeshige, dins del clan va aconseguir ser un gran samurai de respecte. Havia d'haver mort el 1700, fent-se l'hara-kiri, però el seu senyor li va ordenar de no fer-ho. Des de llavors, Tsunemoto va decidir canviar de vida, va deixar la vida de samurai i es va convertir en monjo budista. se'l coneix com l'autor del llibre El camí del samurai que se suposa que va ser dictat a un jove aprenent. Yamamoto va demanar que el llibre mai es publiqués, però no va ser així, es va fer i va tenir una gran influencia en la cultura japonesa posant-se com a base del bushido.